# Public school

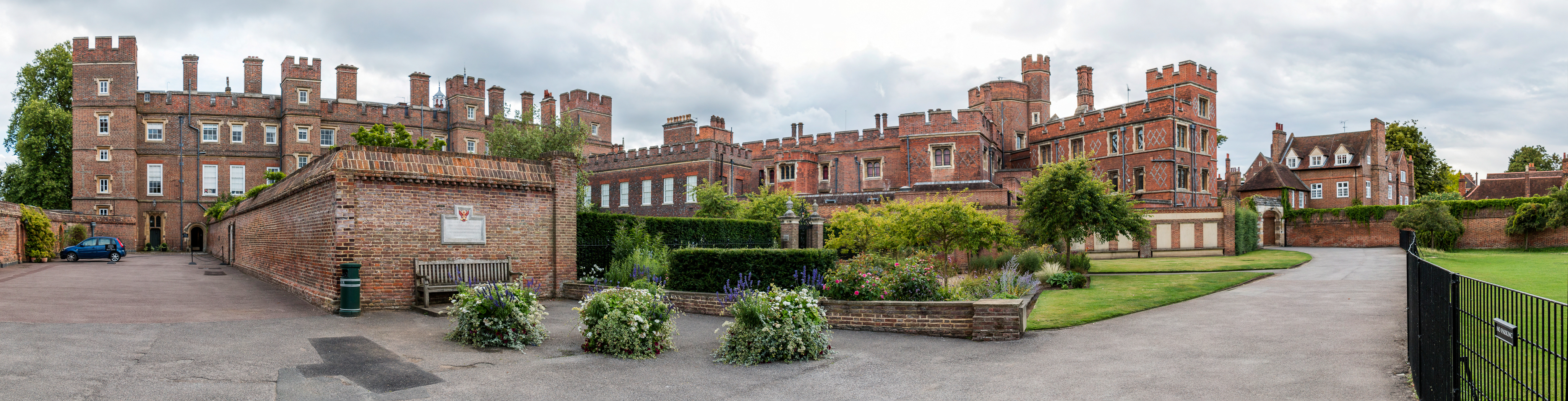
Eton

Een public school is een privéschool in Engeland. Het is een meestal prestigieuze, niet-gesubsidieerde school voor voortgezet onderwijs, vaak met een internaat.
Het onderwijs is bestemd voor leerlingen tussen ongeveer 12 en 18 jaar oud. Traditioneel gaat het om gescheiden kostscholen voor jongens en meisjes. Tegenwoordig bestaan er echter ook gemengde scholen en worden ook niet-interne leerlingen (day pupils) aangenomen. 
Enkele van deze scholen in Engeland hebben een lange traditie, zoals Winchester College, dat stamt uit 1382, Eton (1440), Gresham's (1555) en Harrow (1571).
De term 'public school' is enigszins misleidend. De letterlijke vertaling zou luiden 'openbare school', en dus een door de overheid gefinancierde instelling. In Schotland is een 'public school' te vergelijken met een openbare school in Nederland, maar in de andere landen van het Verenigd Koninkrijk heeft de 'public school' wel een andere betekenis die afkomstig is van de tegenstelling met privé thuisonderwijs in vroegere tijden. In andere Engelstalige landen wordt de term dan ook vaak anders gebruikt en spreekt men van 'state school' voor gesubsidieerde, en 'private school' voor niet-gesubsidieerde instellingen. 